# William Byrd
William Byrd (c. 1540-4 de julio de 1623) fue un compositor británico, el más famoso de los últimos años de la época de los Tudor (Isabel I de Inglaterra) y de la primera época de los Estuardo (Jacobo I de Inglaterra). Perteneció al Renacimiento Tardío. Cultivó muchos de los géneros musicales que existían en Inglaterra en aquella época, incluyendo varias formas de música sagrada y polifonía profana, música para teclado y música de ministriles.

## Biografía
Gracias a la investigación de John Harley (Harley, 1997) se sabe más sobre la biografía de Byrd. Tras el descubrimiento de un documento que data del 2 de octubre de 1598, en el cual William Byrd aparece con una edad que ronda los 58 años, se puede fijar su fecha de nacimiento en torno a 1540. Los años 1542-1543, fechas que se barajaban anteriormente, provienen del testamento de Byrd, que data del 22 de noviembre de 1622 y en el cual aparece descrito como un hombre de ochenta años, pero los estudios muestran que pudo haber sido redactado tres años antes de que entrara en vigor.
Nació en Londres (y no en Lincolnshire como se pensaba anteriormente) y era hijo de Thomas Byrd. Inició sus estudios instrumentales y teóricos a edad muy temprana. Gracias a una referencia que aparece en el prólogo de Cantiones, de 1575 de Tallis y Byrd, podemos afirmar que éste fue discípulo de Thomas Tallis y más tarde miembro destacado del coro de la Chapel Royal (Capilla Real) desde 1572. Una de sus primeras composiciones consistió en la colaboración de la musicalización del salmo In exitu Israel con otros dos cantantes del coro de la Chapel Royal, John Sheppard y William Mundy. Dicho salmo fue compuesto para la procesión de la pila bautismal en la Vigilia Pascual. Por tratarse de una parte de la liturgia del rito de Sarum, la fecha de esta composición se encontraría cerca del final del reinado de María Tudor, cuya fe católica le impulsó a revivir la liturgia de Sarum durante su breve reinado.

## Los primeros años
Durante su etapa de adolescencia compuso el responso de Pascua Christus resurgens, publicado en 1605. Algunos de sus himnos y composiciones para teclado y ministriles pueden pertenecer a este periodo. Sin embargo, las obras para ministriles pueden haber sido compuestas en Lincoln para el desarrollo del aprendizaje musical de los coristas.
Su primer trabajo importante fue como organista y maestro de coro de la Catedral de Lincoln. Cargo que ocupó desde el 25 de marzo de 1563 hasta 1572. Su periodo en Lincoln no estuvo exento de problemas, ya que el 19 de noviembre de 1569 el Deán y el capítulo de la catedral le acusaron de "ciertos asuntos que iban en su contra". Desde que el Puritanismo se asentó en Lincoln, puede ser que dichas acusaciones fueran a causa de la composición de obras polifónicas para coro u obras para clave "demasiado elaboradas". El 29 de noviembre de ese mismo año se emite una directiva considerando el empleo por parte de William Byrd del órgano durante la liturgia.
La década de 1560 fue muy importante para la formación de Byrd como compositor. Compuso obras para el servicio breve, un conjunto de piezas para los maitines anglicanos que se caracterizaban por tener un texto claro y una textura musical austera, todas ellas características que pedían los protestantes reformistas. Cuando abandonó Lincoln, el Deán y el capítulo de la catedral siguieron pagándole una pequeña cantidad con la condición de que siguiera enviando a la catedral sus composiciones. 
Byrd también cuenta con importantes composiciones instrumentales. Compuso música para ministriles en forma de fantasías y un gran número de piezas para teclado, también asignadas a su época en Lincoln como "Ground in Gamut", fantasía en la menor y probablemente la primera de la gran serie de pavanas y gallardas para teclado, composición que fue transcrita de la original, hecha para cinco ministriles.
En sus primeros trabajos también podemos incluir algunas de sus variaciones para teclado como The Hunt´s Up y Gipsies´Round, el cual no se ha podido conservar entero. Los motetes: Ad Dominum cum tribularer y Domine quis habitabit, son contribuciones de Byrd al género cultivado por Robert White y Robert Parsons. De lamentationees otro de sus primeros trabajos, una contribución a la práctica de Isabel I de Inglaterra que consiste en un conjunto de versos de las Lamentaciones de Jeremías siguiendo el formato de las lecciones cantadas en la celebración católica de las Tinieblas, la cual tiene lugar los tres últimos días de la Semana Santa.

## The Royal Chapel (La Capilla Real)
Byrd obtuvo el prestigioso cargo de caballero de la Chapel Royal (La Capilla Real) en 1572, tras la muerte de Robert Parsons. La reina Isabel I de Inglaterra practicaba el Protestantismo y se abstuvo de llevar a cabo las formas más extremas del Puritanismo, mantuvo la celebración de los ritos religiosos con música elaborada, además, ella era amante de la música y tocaba el teclado.

## Canciones (1575)
La Corona otorgó a William Byrd y a Tallis el monopolio de impresión y venta de partituras en 1575. Ambos músicos contaron con los servicios del editor francés hugonote Thomas Vautrollier, quien previamente se había establecido en Inglaterra y había editado una colección de las canciones de Orlando di Lasso en Londres (Receuil du mellange, 1570). Produjeron una publicación grandiosa bajo el título Cantiones que ab argumento sacrae vocantur que consistía en 34 motetes en latín dedicados a la Reina y acompañados de un prólogo que contenía poemas en latín y elegías. Cuenta con 17 motetes de Tallis y Byrd dedicados a cada uno de los años de reinado de su soberana.
Más obras que se incluyen en esta colección son: Laudate pueri, fantasía instrumental a la que después de su composición se le añadió el texto. Diliges Dominum, Libera me Domine, que pertenece a uno de sus motetes más antiguos y que consiste en un conjunto de versos del noveno responso del oficio de difuntos. Sin embargo, Miserere mihi es un conjunto de versos de una antifonía de Completas, usado a menudo por los compositores de la época de los Tudor con fines didácticos en ejercicios de cantus firmus.
También contribuyó a esta colección (Cantiones) con motetes creados en la década de 1580. Algunos de ellos muestran influencia de los motetes de Alfonso Ferrabosco I (1543-1588), un músico de Bolonia que trabajó para la corte de los Tudor.
Las Cantiones fueron un fracaso económico. En 1577 Byrd y Tallis tuvieron que pedir ayuda financiera a la reina alegando que la publicación había supuesto una gran pérdida y Tallis ya era muy mayor.

## Sus creencias religiosas
Desde los primeros años de la década de 1570, las convicciones católicas de Byrd fueron en aumento y estas tuvieron un gran peso en sus composiciones. También, dichas convicciones le crearon problemas. Su esposa fue acusada de recusación (término que designaba en la Inglaterra protestante a aquellos súbditos que no asistían a los oficios religiosos anglicanos del Estado y que por ello se exponían a diversas sanciones). Él mismo apareció en las listas de recusación de 1584.
Tras la bula que Pío V emitió en 1570, en la que excomulgó a la reina Isabel I de Inglaterra, el Catolicismo, para las autoridades de la época de los Tudor, se identificaba con la sedición. En 1583, Byrd tuvo graves problemas debido a que lo relacionaban con Lord Thomas Paget, el cual estuvo implicado en el complot de Throckmorton (un intento de los católicos de asesinar a la reina Isabel I de Inglaterra para sustituirla por María Estuardo). Debido a estos hechos, se le prohibió ser miembro de la Chapel Royal durante una época.
La dedicación de Byrd a la causa católica encontró su expresión en los motetes, de los cuales, 50 fueron compuestos entre 1571 y 1591. Mientras que los motetes de Byrd y Tallis de 1575 incluidos en Cantiones contienen un tono anglicano muy alto, eruditos como Joseph Kerman han detectado un cambio profundo en la dirección de los textos que Byrd insertó en sus motetes en la década de 1580. En ellos ya encontramos un énfasis en temas como en la persecución de las personas elegidas; en Domine praestolamur, la cautividad del pueblo egipcio o babilónico; en Domine tu iurasti. Kerman también cree que Byrd estaba reinterpretando textos de la Biblia y de la liturgia en un contexto contemporáneo, escribiendo peticiones en representación de los católicos perseguidos. Algunos pueden interpretarse como advertencias de la existencia de espías; en Vigilate, nescitis, de falsas acusaciones; en Quis est homo o como conmemoración de los sacerdotes mártires; en O quam gloriosum.

## Canciones sacrae (1589 y 1591)
Treinta y siete motetes de Byrd se publicaron en dos volúmenes de Cantiones sacrae en 1589 y 1591. Estas obras junto con dos colecciones de canciones inglesas, dedicadas a los poderosos nobles de la reina Isabel I: Edward Somerset, Earl de Worcester y John Lumley, pueden ser parte de una campaña llevada a cabo por Byrd para intentar recuperar su situación en la corte después de los sucesos de la década de 1580. Los motetes creados en estos dos años son de un tono patético, aunque no nos debe sorprender que alguno de ellos siga la corriente afectiva-imitativa que desarrolló en los motetes de la década de 1570, pero de una forma más concentrada. Estos son algunos motetes de este periodo: Domine praestolamur desarrollado en párrafos con un carácter íntimo basados en temas a los que les caracteriza las expresivas segunda menor y sexta menor. 
Algunos motetes, especialmente los de 1591, abandonan el estilo tradicional de motete y recurre a una expresión mucho más rica que refleja la creciente popularidad del madrigal como en Haec dies.

## Libros de canciones inglesas de 1588 y 1589
En 1588 y 1589 Byrd también publicó dos colecciones de canciones inglesas. La primera: Psalms, Sonnets and Songs of Sadness and Pietie de 1588, (Salmos, Sonetos y Canciones de Tristeza y Piedad) consistía principalmente en canciones de estilo renacentista adaptadas, que Byrd, guiado probablemente por sus instintos comerciales, convirtió en canciones que contienen letra en algunos fragmentos, añadiendo palabras a las partes instrumentales de acompañamiento. La canción renacentista (o de ministriles) fue la forma polifónica en lengua vernácula más famosa durante los últimos veinticinco años del siglo XVI. Consistía en una canción de solo para una voz aguda (a menudo se solía emplear la de un niño) acompañada por cuatro músicos con instrumentos renacentistas (normalmente violas). Como aparece en título, esta colección se divide en obras de carácter muy diferente. Muchas de las piezas que la integran consisten en colecciones de salmos métricos en los que la voz canta la melodía siguiendo la forma del salmo del día. Otros son dramáticas elegías, bastante populares en el Londres de los Tudor. 
En la colección de 1588 emplea formas de composición más complejas, manteniendo la herencia de Robert Parsons y Richard Farrant entre otros. Los textos de los salmos provienen del salterio de Sternhold de 1549, con lo cual mantienen una forma tradicional, pero en la sección de los "sonetos y las pastorales" emplea un ritmo más rápido, de pulso de negra y a veces la métrica ternaria. 
The Songs of Sundrie Natures (Canciones en Estilos variados) de 1589 contienen secciones de tres, cuatro, cinco y seis partes, un formato que siguen muchas colecciones de manuscritos de los Tudor sobre música de cámara y probablemente pretendía emular la colección de madrigales Música transalpina. Esta colección de Byrd también contiene obras que abarcan una gran variedad de estilos musicales. Las secciones que se dividen en tres partes incluyen agrupaciones de versiones métricas de los siete Salmos Penitenciales en un estilo arcaico que refleja la influencia de las colecciones de salmos. En otros fragmentos de las secciones de tres y cuatro partes emplea un estilo más ligero mediante la técnica de imitación de voces con un pulso, en general, a negras.
La sección que se divide en cinco partes incluye algunas parcialmente vocales que provienen de una adaptación del estilo de las canciones de ministriles de 1588. Dichas canciones pudieron ser concebidas como canciones vocales.

## Música renacentista o música de ministriles
A partir de 1591, comenzó un periodo fructífero para Byrd en la producción de música de ministriles, de la cual, probablemente se ha perdido algo. Dos magníficas composiciones son The Browning; un conjunto de 20 variaciones sobre una melodía popular (también conocida como The leaves be green) que se creó con motivo del festejo de la maduración de la nuez en otoño. En las fantasías emplea una textura ligera en estilo imitativo, el cual tiene influencias de los modelos continentales. Sin embargo, en las fantasías de cinco y seis secciones emplea grandes construcciones acumulativas y alusiones a fragmentos de canciones populares. Un ejemplo de composición que refleja este último tipo de fantasía y que empieza con un sobrio párrafo en estilo imitativo antes de que se genere de forma progresiva más texturas fragmentadas es la Fantasía a6

## Stondon Massey
Alrededor de 1594, la trayectoria profesional de Byrd entró en una fase nueva. Ahora ya estaba cerca de los cincuenta. Se mudó de Harlington a Stondon Massey, un pequeño pueblo cerca de Chipping Organ, Essex, con su familia. La razón de que se mudara parece ser por la posibilidad de encontrarse más cerca de su patrón, Sir John Petre. Este era un rico terrateniente católico que mantuvo dos casas solariegas; Ingatestones Hall y Thorndon Hall. Petre mantenía en la clandestinidad celebraciones de misas con música que le proporcionaban sus sirvientes. Estas celebraciones eran objeto de la atención de espías e informadores que trabajaban para la corona.
Byrd tenía grandes cualidades para proporcionar a su patrón música polifónica para adornar la que se ejecutaba en las casas solariegas católicas de la época. Su adhesión al Catolicismo le siguió causando problemas a él y a su familia. Solía aparecer cada trimestre en los cuarteles locales para pagar multas de grandes sumas de dinero por los cargos de recusación.

## Misas
Byrd se embarcó en la creación de un grandioso programa para crear música litúrgica que sirviera para todas las principales fiestas del calendario de la Iglesia Católica. El primer paso fue una creación que comprendía los tres ciclos ordinarios de la misa, publicados por Thomas East entre 1592 y 1595. Las ediciones no tienen fecha y por su apariencia, muestran signos de intentos de ocultarlas ya que la posesión de libros heterodoxos implicaba un grave peligro. Los tres trabajos contienen elementos que nos recuerdan a la tradición de las misas que se celebraban en la primera época de los Tudor junto con otros que reflejan la influencia continental en la liturgia por parte de sacerdotes extranjeros. Son obras de elevada categoría musical, comparables en calidad a las de Palestrina. 
Todas los ciclos de misas emplean elementos de la primera época de los Tudor, como el mosaico de secciones semicorales alternando con secciones completas en las misas de cuatro y cinco partes, empleaba el semicoro para introducir el Gloria, el Credo y el Agnus Dei y el motivo principal que unía todos los movimientos de un ciclo. Sin embargo, los tres ciclos también incluyen Kyries, un elemento extraño en la misa del rito de Sarum.

## Gradualia
El segundo paso consistió en un programa de polifonía litúrgica cuyo nombre es Gradualia y consiste en dos ciclos de motetes publicados en 1605 y 1607. Están dedicados a dos miembros católicos de la nobleza; Henry Howard y Sir John Petre, que en 1603 fue nombrado Lord bajo el título de Lord Petre de Writtle. La apariencia de estas dos monumentales colecciones de polifonía litúrgica refleja las esperanzas que la comunidad de acusados de recusación albergó durante una vida mucho más fácil, bajo el reinado de Jacobo VI de Escocia y I de Inglaterra, cuyos orígenes eran católicos.
La mayor parte de las dos colecciones consistían en elementos del propio de la misa de las fiestas mayores que aparecían en el calendario eclesiástico. Normalmente, Byrd incluía el Introito, el Gradual, el Aleluya el Ofertorio y la Comunión. Dichas fiestas incluían las de la Virgen María, seguidas de las fiestas de Navidad, la Epifanía, Pascua, la Ascensión etc.
Los versos del Introito se ejecutan mediante una sección semicoral, acabando con un coro completo que musicaliza el Gloria Patri. La liturgia requiere secciones repetidas para la palabra Aleluya y para ello, Byrd proporciona una amplia variedad de motivos que forman pequeñas fantasías.
Hablando en términos de estilo, los motetes de Gradualia contrastan intensamente con los motetes de Cantiones sacrae. La mayor parte son más cortos, con el mismo estilo de imitación que aparece en sus primeros motetes, dando lugar a frases dobles. Los párrafos largos en este estilo son una excepción que a menudo reserva para los finales de las diferentes secciones en las que se divide un motete. Un ejemplo de obras que sigue este estilo son Los Himnos a María que fueron compuestos siguiendo el estilo imitativo de línea por línea, con pulso de negras que recuerda a las Canciones Inglesas de Songs of sundrie natures.

## Música para la Iglesia anglicana
La incondicional adhesión de Byrd al catolicismo no le impidió contribuir al repertorio musical de la Iglesia anglicana. Contribuyó con la creación de algunos anthems como O Lord, make thy servant Elizabeth our queen, How long shall mine enemies y Sing joyfully. También desempeñó un papel importante en la aparición de un nuevo verso en los anthems, el cual parece estar relacionado con la práctica de añadir refranes vocales a las canciones de ministriles.

## Últimos trabajos y reputación

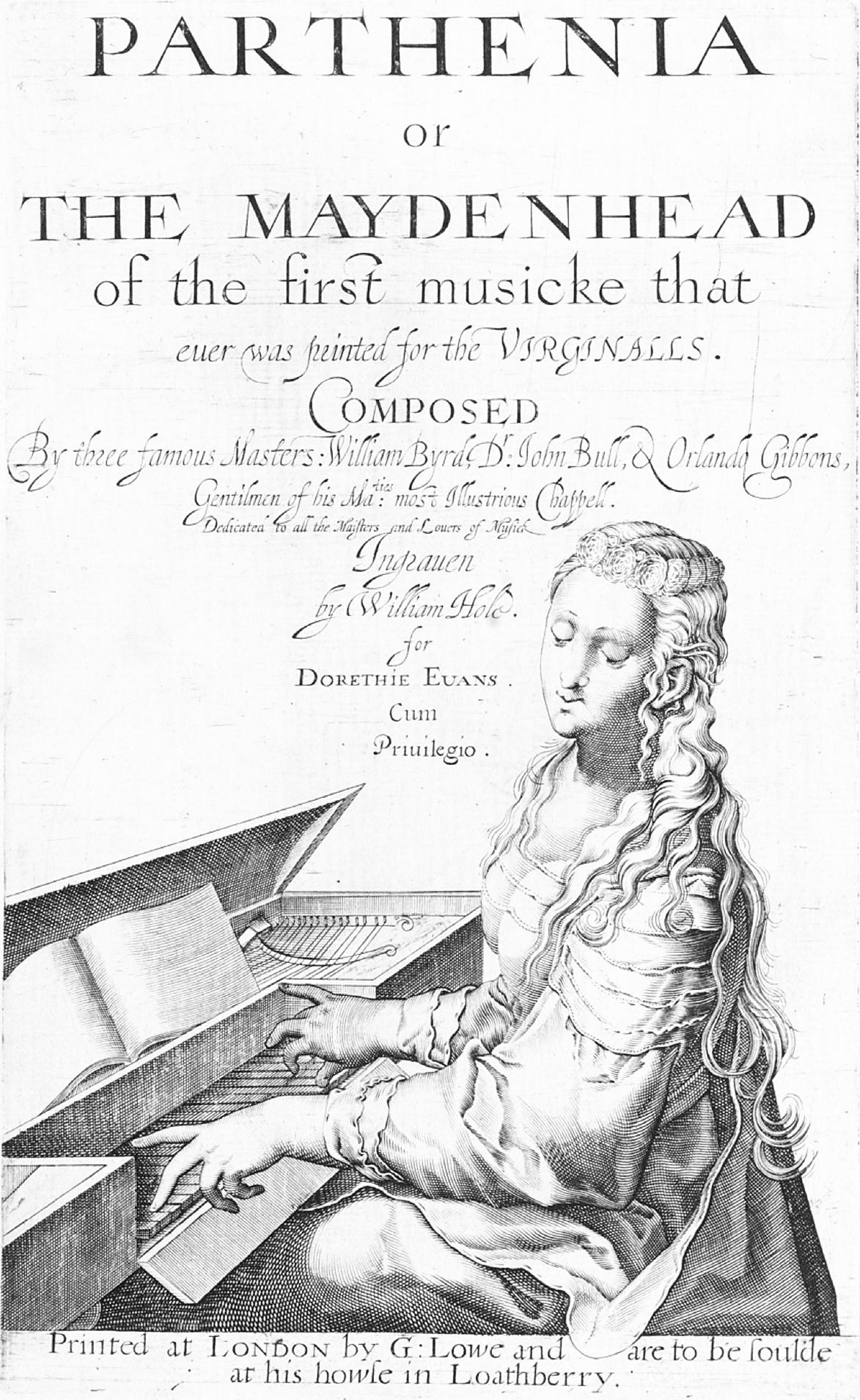
Parthenia, publicado en 1612.

Byrd también creó ocho piezas para teclado a Parthenia, una colección de 21 piezas para teclado, impresas por William Hole que también contenían música de John Bull y Orlando Gibbons. Se ejecutaron durante la celebración del futuro enlace de la hija de Jacobo I, la princesa Isabel, con Federico V del Palatinado . También debemos incluir la famosa pavana dedicada a Robert Cecil, primer conde de Salisbury. Byrd permaneció en Stondon Massey hasta su muerte, el 4 de julio de 1623, y murió como un hombre rico y respetado en la Inglaterra jacobea.
La producción musical de Byrd es de unas 470 composiciones que ampliamente justifican su reputación de "gran maestro de la música del Renacimento europeo". Quizá, su mayor logro como compositor fue su habilidad para transformar muchas de las formas principales de su época y estampar en ellas su sello personal.
Fue capaz de lograr una perfecta síntesis en muchas de sus obras entre elementos continentales e ingleses. 
También alcanzó un gran éxito en el cultivo de música profana, desarrollando una gran variedad de formas en sus dos colecciones de 1589 y 1591.
A pesar de que Byrd gozó de una gran reputación en Inglaterra durante su vida, su música apenas ha dejado influencias. La tradición nativa de música en latín que Byrd creó murió casi por completo con él, mientras que la música de ministriles sufrió importantes cambios.
Byrd falleció el 4 de julio de 1623 en Stondon Massey, Essex, Inglaterra.